# Clemens von Waldburg-Zeil-Lustenau-Hohenems
Clemens Alois Graf von Waldburg-Zeil-Hohenems (* 13. August 1753; † 10. März 1817 in Kempten) 

## Leben

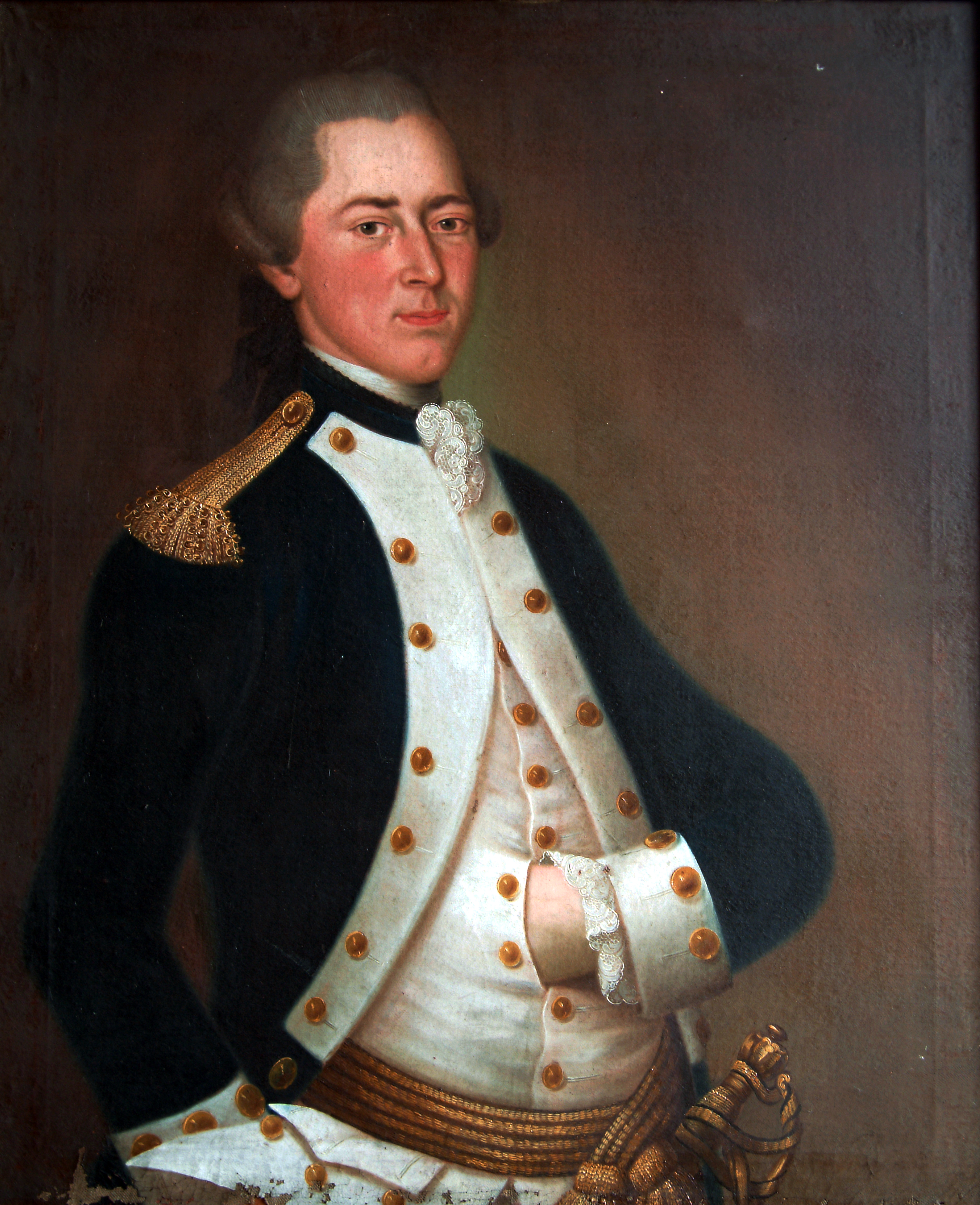
Clemens Alois, Porträt um 1785

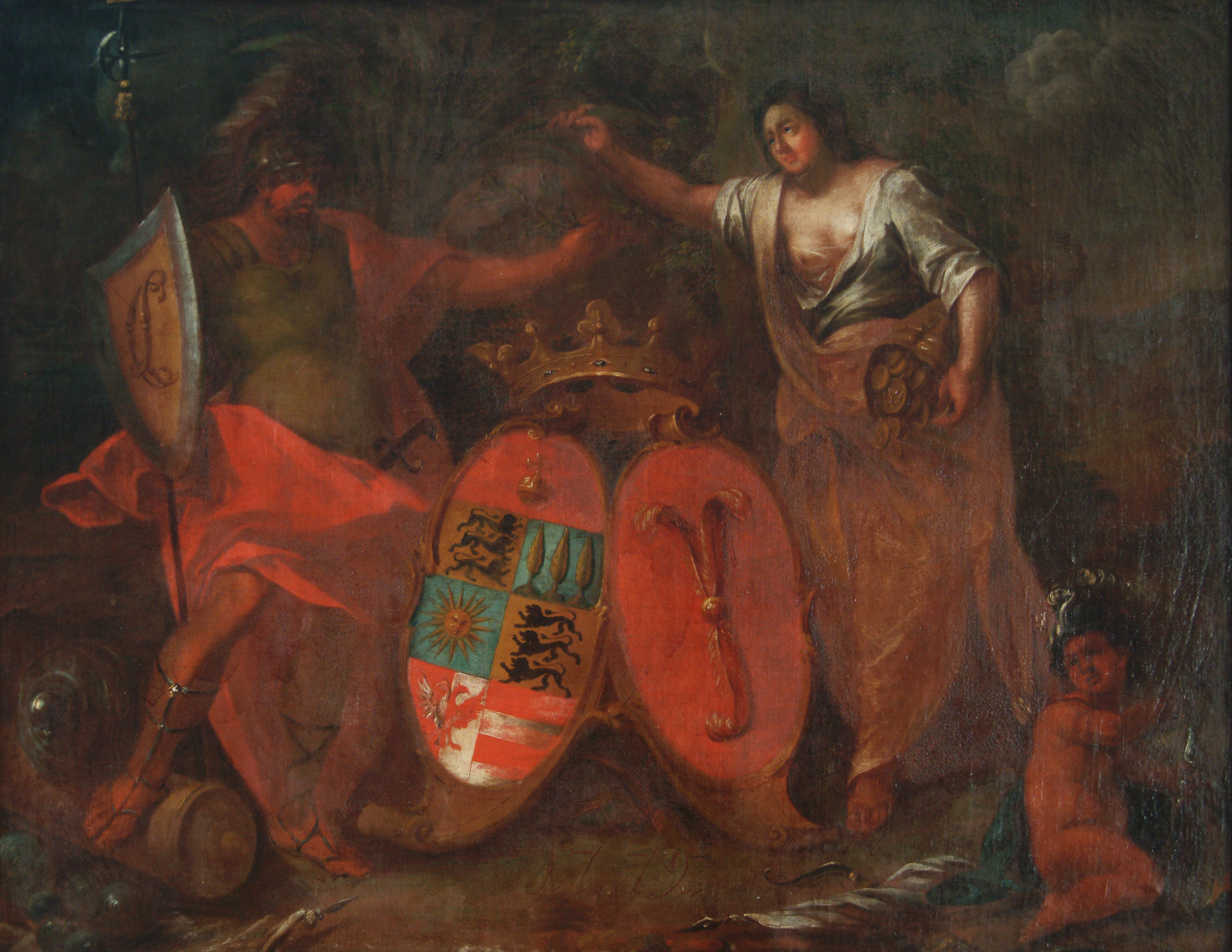
Allianzwappen Clemens mit Maria Rebecca 1779

Er war verheiratet mit Maria Walburga Josepha Cajetana (* 22. Oktober 1762; † 25. Mai 1828), Tochter von Franz Xaver, Graf von Harrach-Rohrau, österreichischer Feldmarschall, und Maria Rebecca Gräfin von Hohenems.
Am 6. November 1759 starb der letzte männliche Angehörige des alten hohenemsischen Hauses, Franz Wilhelm III., regierender Reichsgraf von Hohenems. Seine 1742 geborene, mit Graf Franz Xaver von Harrach und Rohrau († 15. Februar 1781) verheiratete Tochter, Gräfin Maria Rebekka, ergriff am 17. November 1759 von dem Reichshof Lustenau Besitz, während die Grafschaft und das Reichslehen Hohenems rechtmäßig auf Österreich übergingen.
Am 6. Dezember 1766 wurde auch Lustenau von Österreich in Besitz genommen. Nach vorerst aufgegebenen Prozessbemühungen gegen Österreich durch Maria Rebekka nahm am 9. September 1784 Graf Clemens von Waldburg-Zeil-Lustenau-Hohenems den Rechtsstreit wieder auf, nachdem er im Jahre 1779 die einzige Tochter Maria Rebekkas, Gräfin Maria Walpurga von Harrach-Hohenems-Rohrau, geheiratet hatte.
Nach zwanzigjährigem Rechtsstreit erkannte Österreich am 24. Jänner 1786 die Souveränrechte der Gräfin Maria Rebekka über den Reichshof Lustenau an. Diese Rechte wurden am 22. März 1790 durch einen Staatsvertrag zwischen Österreich und der Gräfin bestätigt und ratifiziert. Somit blieb Maria Rebekka regierende Reichsgräfin von Lustenau. Demnach blieb Lustenau offiziell unabhängig, sollte aber in enger Verbindung zu Österreich bleiben.
Nach dem Reichsdeputationshauptschluss vom 28. Februar 1803 verloren die Fürstentümer der Familien Waldburg-Zeil und Waldburg-Wolfegg ihre Selbständigkeit und gingen überwiegend in Württemberg auf. Die Grafschaft Lustenau wurde 1806 Bayern einverleibt.
Bayern entzog durch Verordnung allen mediatisierten Fürsten und Grafen unter dem Titel der Landeshoheit alle Bezüge aus direkten und indirekten Steuern ohne Entschädigung und wies sie der Staatskasse zu. Dadurch flossen der bayerischen Staatskasse aus den Nutzungen von Lustenau Steuereinnahmen von jährlich 356 Gulden und 17 Kreuzern zu. 
Durch einen am 21. Mai 1813 in Kempten/Bayern beziehungsweise am 23. Juni 1813 in Kunewald in Böhmen geschlossenen Vertrag übertrug Gräfin Maria Walburga rückwirkend zum 1. Jänner 1813 alle im Land Vorarlberg gelegenen Besitzungen, darunter auch Lustenau, an ihren Mann, Graf Clemens zu Waldburg-Zeil.
Graf Clemens, neuer Herr von Lustenau, bildete dort ein Ortsgericht. Bayern bestätigte durch Reskript vom 24. Dezember 1813 das Patrimonialgericht Lustenau des Grafen.
Am 3. Juni 1814 musste Bayern gemäß der Pariser Konvention als ehemaliger Verbündeter Frankreichs Salzburg, das Innviertel, Tirol und Vorarlberg – wie es durch den Friedensvertrag von Preßburg erlangt worden war – mit Ausnahme des Landgerichts Weiler wieder an Österreich zurückgeben.
Graf Clemens forderte am 14. Februar 1816 von Österreich die Rückerstattung von Lustenau, was die vollständige staatliche Selbständigkeit Lustenaus bedeutet hätte. Er berief sich auf den Staatsvertrag von 1790 und forderte die Wiederherstellung der 1806 entzogenen Hoheitsrechte und die Wiedergutmachung des seither von Bayern und in der Folge von Österreich begangenen Unrechts. Weiters forderte er eine Erstattung seiner entstandenen finanziellen Schäden.
Graf Clemens, der am 10. März 1817 zu Kempten starb, nachdem zuvor schon zwei Söhne und zwei Töchter im Kindesalter verstorben waren, hatte in seinem Testament seinen Neffen, den Grafen Maximilian zu seinem Universalerben eingesetzt. Dieser war nun Herr allen Hohenemser und Lustenauer Allodialbesitzes geworden. Maximilian verzichtete 1830 dann auch de jure auf Lustenau.